# Chim sâu lưng nâu
Chim sâu lưng nâu (danh pháp hai phần: Dicaeum everetti) là một loài chim lá thuộc chi Dicaeum trong họ Chim sâu.
Loài này được tìm thấy ở Brunei, Indonesia, Malaysia. Môi trường sinh sống tự nhiên của nó là rừng đất thấp ẩm cận nhiệt đới hoặc nhiệt đới và rừng ngập mặn cận nhiệt đới hoặc nhiệt đới. Hiện nay, chúng đang bị đe dọa bởi mất nơi sống.